# Czarny aksamit

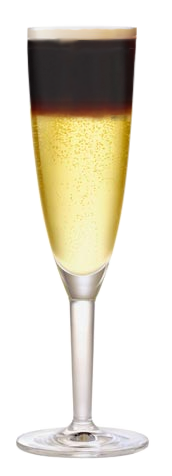
Kieliszek koktajlu czarny aksamit

Czarny aksamit (ang. Black velvet) – koktajl alkoholowy przygotowywany z równych porcji mocno wytrawnego szampana (ewentualnie wina musującego) i gorzkiego piwa typu porter. 
Oba składniki należy mocno schłodzić, a następnie jednocześnie wlać do dzbanka. Po zmieszaniu się obu składników gotowy trunek serwuje się w dużych szklankach. Koktajl podaje się najczęściej w ciepłe dni na przyjęciach w ogrodzie. Wytrawna nuta napoju, który jest bardzo delikatny i wyszukany ma odzwierciedlenie w nazwie nawiązującej do aksamitu - delikatnej tkaniny.